# 市政厅广场站
市政厅广场站（丹麥語：Rådhuspladsen Station）是哥本哈根地铁的一个地下车站，因其上的市政厅广场而得名。本站是3号线与4号线的换乘站，属于第1收费区。附近的历史建筑（建筑群）包括：市政厅广场、斯楚格街（西南端）、趣伏里公园、丹麦国立博物馆、新嘉士伯美术馆。

## 历史
本站于2009年开工。2019年9月29日，随哥本哈根地铁3号线全线通车而启用。建设期间，市政厅广场西北半边曾因施工而封闭。 2020年3月28日，哥本哈根地铁4号线引入本站。

## 设计
主入口位于西城墙街，面向Coty Hall的塔楼。次入口位于安徒生大街。

## 外部連結
- 哥本哈根地铁官网上有关“市政厅广场站”的介绍 （页面存档备份，存于）